# Kati Lukka
Kati Lukka est une scénographe, décoratrice et costumière finlandaise née le 19 mai 1967 à Lappeenranta.
Depuis le début des années 1990, elle a conçu plusieurs centaines de décors, principalement pour le théâtre, ainsi que quelques opéras et ballets, et également pour le cinéma.

## Biographie
Lukka commence ses études à l'École supérieure Aalto d'art, de design et d'architecture d'Helsinki en 1986 où elle étudie au Département de scénographie et au Laboratoire des médias de 1992 à 1994, et y obtient une maîtrise en arts en 2000.
Elle travaille comme scénographe au Théâtre des travailleurs de Tampere de 1991 à 1992, au Théâtre municipal d'Helsinki de 1995 à 2000, et est devenue la scénographe résidente du Théâtre national de Finlande depuis 2003. Elle a également été invitée dans plusieurs théâtres finlandais et quelques théâtres allemands, ainsi que pour l'opéra de Tampere (en) et l'Opéra national de Finlande.

## Œuvres auxquelles elle a participé
On retrouve dans les productions théâtrales de Lukka Les Bas-fonds de Gorki en 2014, Luolasto (Grotte), écrit et mis en scène par Laura Ruohonen (en), également en 2014, ou Macbeth de Shakespeare en 2017, mais aussi Escaped Alone (en) de Caryl Churchill et Kultainen vasikka (fi) (Le Veau d'or) de Maria Jotuni. Elle s'est également investie dans les opéras Carmen de Bizet ou encore Veljeni vartija (fi) (Le Gardien de mon frère) d'Olli Kortekangas (fi).
Kati Lukka réalise également des œuvres plastiques aux côtés de sa compagne Tarja Simone. Elles sont présentées dans leur livre de 2018 Joint Plans qu'elles ont écrit pour célébrer leurs 30 ans de carrière en tant qu'artistes,.

## Récompenses
Lukka a reçu les prix suivants, :
- 1996 prix Finlande (Ministère de l'Éducation et de la Culture de Finlande)
- 2003 prix Illuusio (Association finlandaise des artistes de la scène, Suomen lavastustaiteilijain liiton)
- 2017 prix Ester (Fondation des amis du théâtre Vivica, Teaterstiftelse Vivicas Vänner)[8],[7]